# Échangeurs de Vélizy 2 et du Petit-Clamart
Les échangeurs de Vélizy 2 et du Petit-Clamart sont deux échangeurs autoroutiers dépendants : celui de Vélizy, situé à Vélizy-Villacoublay dans le département des Yvelines et celui de Petit-Clamart à Clamart dans les Hauts-de-Seine. Ils se situent tous les deux en région Île-de-France. Ces deux échangeurs sont complétés par deux échangeurs supplémentaires : la bretelle entre l'échangeur du Petit-Clamart avec la RN 118 vers le sud et celle de l'A86 avec le centre commercial Vélizy 2.
Ces deux échangeurs sont bouchés en heures de pointe.

## Axes concernés
Les axes concernés sont :
- A86
- RN 118 : Paris, Boulogne-Billancourt et Meudon vers le nord et autoroute A10 vers le sud.
- RN 306 : vers Paris-Porte de Châtillon et Clamart vers le nord et RN 118 sud vers le sud.

## Échangeur de Vélizy 2
L’échangeur de Vélizy 2 est un échangeur à trois niveaux permettant les échanges entre l'A86 et la RN 118 reliant Paris à l'autoroute A10 en passant par les campus universitaires et les parcs technologiques de Saclay. La plupart des échanges sont possibles entre l'A86 et la RN 118, sauf en venant des deux sens de l'A86 vers le sud de la RN 118 et en provenant du sud de la RN 118 vers l'est de l'A86 où il faut utiliser l'échangeur du Petit-Clamart situé 300 mètres à l'est. Ce dernier possède une entrée sur l'A86 et deux sur la RN 118 dans celui de Vélizy 2.
De plus, il existe de nombreuses entrées/sorties avec la zone commerciale de Vélizy-Villacoublay (en particulier Vélizy 2).

## Échangeur du Petit-Clamart
L'échangeur du Petit-Clamart est aussi un échangeur à trois niveaux particulier permettant d'abord les échanges entre l'A86 avec la RN 306 (déclassée RD 906 au nord de l'échangeur) pour desservir Clamart, puis pour compléter l'échangeur de Vélizy 2 grâce à cette même route qui forme une courte voie expresse en direction du sud où elle rejoint très vite la RN 118 en direction de l'A10. La plupart des échanges sont possibles dans cet échangeur, à l'exception de l'entrée sur la RN 118 nord vers Paris et de l'A86 est situé sur l'échangeur de Vélizy 2.
Au niveau de l'échangeur, la RN 306/RD 906 comporte une série de feux formant une sorte de rond-point qui est en cours de réaménagements.
Cet échangeur possède la particularité de voir les deux sens de l'A86 se dissocier, en particulier lorsque le sens est-ouest (voie nord) franchit la RN 306 en viaduc, alors que l'autre sens contourne le lotissement du Petit-Clamart, passe sous la route et possède une entrée et une sortie à 3 voies sur la gauche, et de deux entrées-sorties supplémentaires sur la droite avec la voirie locale. Ce sens sera réaménagé dans un avenir proche[Quand ?] où les entrées-sorties sur la gauche seront supprimées.

## Projet de nouvel échangeur
La construction d'un nouvel échangeur débute fin 2022 sur l’A86, toujours à hauteur de Vélizy. Les travaux, d’un montant de 49 millions d’euros, sont financés par l’Etat, la région Île de France, les départements des Hauts-de-Seine et des Yvelines, ainsi que par l’Etat, les communes de Meudon et de Vélizy-Villacoublay. Le syndicat des copropriétaires du centre commercial Westfield Vélizy 2 contribue à hauteur de 15 millions d’euros.

## Desserte
- Centre commercial Vélizy 2